# 57 Orionis
57 Orionis är en Beta Cephei-variabel (BCEP) i stjärnbilden Orion.
57 Orionis har visuell magnitud +5,90 och varierar i amplitud med 0,02 magnituder utan någon fastställd periodicitet. Den befinner sig på ett avstånd av ungefär 1820 ljusår.